# Peletranen

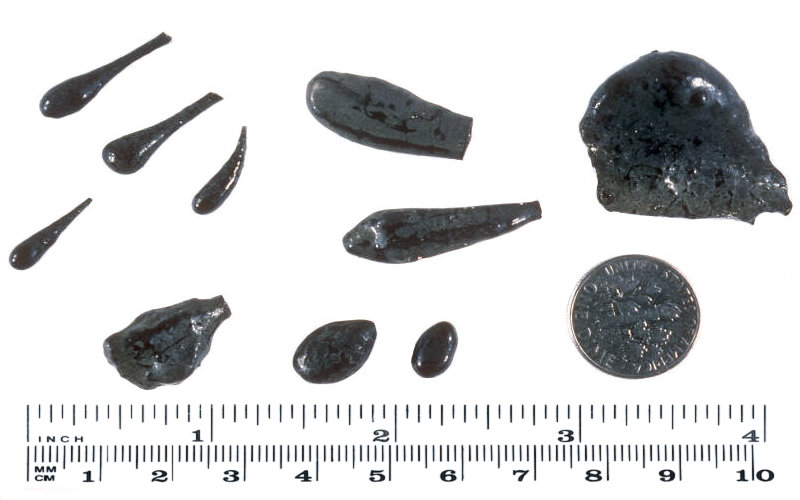
Voorbeelden van Peletranen, met een Amerikaanse munt van 10 cent (een dime) om de grootte te vergelijken.

Peletranen is een term voor druppels vulkanisch glas die neerregenen na een vulkaanuitbarsting.
Deze ontstaan wanneer gesmolten vulkanisch materiaal de lucht in wordt geworpen, dit vervolgens een druppelvorm aanneemt en daarna stolt, nog voordat het de grond raakt.
De benaming is afgeleid van de Hawaïaanse godin Pele.